# Vòng loại Giải vô địch bóng đá thế giới 2002
Vòng loại Giải vô địch bóng đá thế giới (FIFA World Cup) 2002 là một chuỗi các trận đấu được tổ chức bởi 6 liên đoàn châu lục thuộc FIFA: Châu Á (AFC), châu Phi (CAF), Bắc, Trung Mỹ và Caribe (CONCACAF), Nam Mỹ (CONMEBOL), châu Đại Dương (OFC) và châu Âu (UEFA). Các liên đoàn châu lục thành viên tổ chức vòng loại với thể thức riêng của mỗi liên đoàn để chọn ra tổng cộng 32 đội (gồm 2 đội chủ nhà, một đội đương kim vô địch và 29 đội vượt qua vòng loại) tham dự FIFA World Cup 2002.

## Các đội vượt qua vòng loại

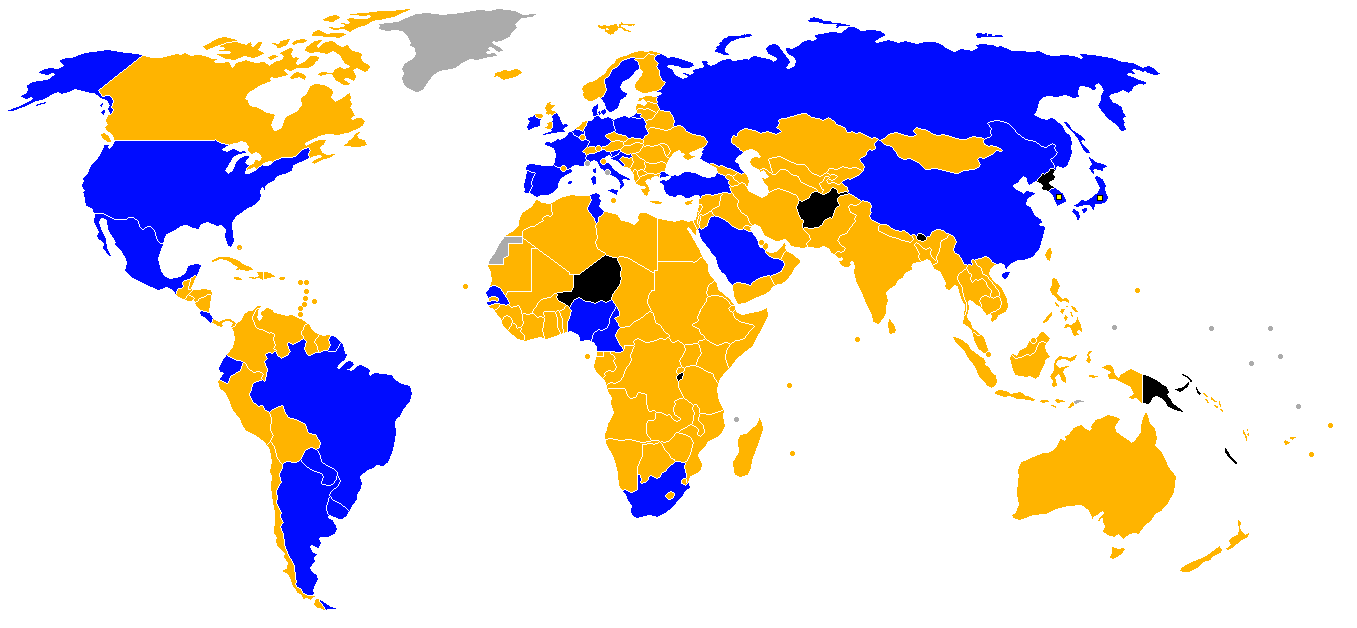
Final qualification status
Giành quyền tham dự FIFA World Cup
Không vượt qua vòng loại
Không tham dự vòng loại
Không phải là thành viên của FIFA

| Đội              | Tư cách vượt qua vòng loại                                 | Ngày vượt qua vòng loại | Số lần tham dự World Cup | Lần gần nhất dự World Cup | Số lần tham dự liên tiếp | Thành tích tốt nhất                      | Hạng trước khi bắt đầu vòng loại |
| ---------------- | ---------------------------------------------------------- | ----------------------- | ------------------------ | ------------------------- | ------------------------ | ---------------------------------------- | -------------------------------- |
| Nhật Bản         | Chủ nhà                                                    | 31 tháng 5 năm 1996     | 2                        | 1998                      | 2                        | Vòng bảng (1998)                         | 32                               |
| Hàn Quốc         | Chủ nhà                                                    | 31 tháng 5 năm 1996     | 6                        | 1998                      | 5                        | Vòng bảng (1954, 1986, 1990, 1994, 1998) | 40                               |
| Pháp             | Đương kim vô địch                                          | 12 tháng 7 năm 1998     | 11                       | 1998                      | 2                        | Vô địch (1998)                           | 1                                |
| Cameroon         | Nhất bảng A khu vực châu Phi                               | 1 tháng 7 năm 2001      | 5                        | 1998                      | 4                        | Tứ kết (1990)                            | 17                               |
| Nam Phi          | Nhất bảng E khu vực châu Phi                               | 1 tháng 7 năm 2001      | 2                        | 1998                      | 2                        | Vòng bảng (1998)                         | 37                               |
| Tunisia          | Nhất bảng D khu vực châu Phi                               | 15 tháng 7 năm 2001     | 3                        | 1998                      | 2                        | Vòng bảng (1978, 1998)                   | 31                               |
| Sénégal          | Nhất bảng C khu vực châu Phi                               | 21 tháng 7 năm 2001     | 1                        | –                         | 1                        | –                                        | 42                               |
| Nigeria          | Nhất bảng B khu vực châu Phi                               | 29 tháng 7 năm 2001     | 3                        | 1998                      | 3                        | Vòng 1/8 (1994, 1998)                    | 27                               |
| Argentina        | Nhất bảng khu vực Nam Mỹ                                   | 15 tháng 8 năm 2001     | 13                       | 1998                      | 8                        | Vô địch (1978, 1986)                     | 3                                |
| Ba Lan           | Nhất bảng 5 khu vực châu Âu                                | 1 tháng 9 năm 2001      | 6                        | 1986                      | 1                        | Hạng ba (1974, 1982)                     | 38                               |
| Thụy Điển        | Nhất bảng 4 khu vực châu Âu                                | 5 tháng 9 năm 2001      | 10                       | 1994                      | 1                        | Á quân (1958)                            | 19                               |
| Tây Ban Nha      | Nhất bảng 7 khu vực châu Âu                                | 5 tháng 9 năm 2001      | 11                       | 1998                      | 7                        | Hạng tư (1950)                           | 8                                |
| Costa Rica       | Nhất bảng (vòng chung kết) khu vực Bắc, Trung Mỹ và Caribe | 5 tháng 9 năm 2001      | 2                        | 1990                      | 1                        | Vòng 1/8 (1990)                          | 29                               |
| Nga              | Nhất bảng 1 khu vực châu Âu                                | 6 tháng 10 năm 2001     | 9                        | 1994                      | 1                        | Hạng tư (1966)                           | 28                               |
| Bồ Đào Nha       | Nhất bảng 2 khu vực châu Âu                                | 6 tháng 10 năm 2001     | 3                        | 1986                      | 1                        | Hạng ba (1966)                           | 5                                |
| Đan Mạch         | Nhất bảng 3 khu vực châu Âu                                | 6 tháng 10 năm 2001     | 3                        | 1998                      | 2                        | Tứ kết (1998)                            | 20                               |
| Croatia          | Nhất bảng 6 khu vực châu Âu                                | 6 tháng 10 năm 2001     | 2                        | 1998                      | 2                        | Hạng ba (1998)                           | 21                               |
| Ý                | Nhất bảng 8 khu vực châu Âu                                | 6 tháng 10 năm 2001     | 15                       | 1998                      | 11                       | Vô địch (1934, 1938, 1982)               | 6                                |
| Anh              | Nhất bảng 9 khu vực châu Âu                                | 6 tháng 10 năm 2001     | 11                       | 1998                      | 2                        | Vô địch (1966)                           | 12                               |
| Trung Quốc       | Nhất bảng B (vòng 2) khu vực châu Á                        | 7 tháng 10 năm 2001     | 1                        | –                         | 1                        | –                                        | 50                               |
| Hoa Kỳ           | Hạng ba (vòng chung kết) khu vực Bắc, Trung Mỹ và Caribe   | 7 tháng 10 năm 2001     | 7                        | 1998                      | 4                        | Hạng ba (1930)                           | 13                               |
| Ả Rập Xê Út      | Nhất bảng A (vòng 2) khu vực châu Á                        | 21 tháng 10 năm 2001    | 3                        | 1998                      | 3                        | Vòng 1/8 (1994)                          | 34                               |
| Ecuador          | Nhì bảng khu vực Nam Mỹ                                    | 7 tháng 11 năm 2001     | 1                        | –                         | 1                        | –                                        | 36                               |
| Paraguay         | Hạng tư khu vực Nam Mỹ                                     | 8 tháng 11 năm 2001     | 6                        | 1998                      | 2                        | Vòng 1/8 (1986, 1998)                    | 18                               |
| México           | Nhì bảng (vòng chung kết) khu vực Bắc, Trung Mỹ và Caribe  | 11 tháng 11 năm 2001    | 12                       | 1998                      | 3                        | Tứ kết (1970, 1986)                      | 7                                |
| Bỉ               | Thắng play-off khu vực châu Âu                             | 14 tháng 11 năm 2001    | 11                       | 1998                      | 6                        | Hạng tư (1986)                           | 23                               |
| Đức              | Thắng play-off khu vực châu Âu                             | 14 tháng 11 năm 2001    | 15                       | 1998                      | 12                       | Vô địch (1954, 1974, 1990)               | 11                               |
| Slovenia         | Thắng play-off khu vực châu Âu                             | 14 tháng 11 năm 2001    | 1                        | –                         | 1                        | –                                        | 25                               |
| Thổ Nhĩ Kỳ       | Thắng play-off khu vực châu Âu                             | 14 tháng 11 năm 2001    | 2                        | 1954                      | 1                        | Vòng bảng (1954)                         | 22                               |
| Brasil           | Hạng ba khu vực Nam Mỹ                                     | 14 tháng 11 năm 2001    | 17                       | 1998                      | 17                       | Vô địch (1958, 1962, 1970, 1994)         | 2                                |
| Cộng hòa Ireland | Thắng play-off (UEFA – AFC)                                | 15 tháng 11 năm 2001    | 3                        | 1994                      | 1                        | Tứ kết (1990)                            | 15                               |
| Uruguay          | Thắng play-off (CONMEBOL – OFC)                            | 25 tháng 11 năm 2001    | 10                       | 1990                      | 1                        | Vô địch (1930, 1950)                     | 24                               |

## Phân bổ suất tham dự
Tổng cộng 32 suất tham dự FIFA World Cup 2002 được phân bổ theo khu vực như sau:
- Châu Âu (UEFA): 14,5 suất nhưng trừ đi một suất của Pháp (đương kim vô địch FIFA World Cup 1998) nên còn 13,5 suất. 50 đội còn lại tại châu Âu sẽ tranh nhau 13 suất tham dự vào thẳng FIFA World Cup 2002 và 0,5 suất còn lại sẽ được quyết định sau hai lượt trận play-off với đội thuộc châu Á (AFC).
- Nam Mỹ (CONMEBOL): 4,5 suất. 10 đội sẽ tranh nhau 4 suất vào thẳng FIFA World Cup 2002 và 0,5 suất còn lại sẽ được quyết định sau hai lượt trận play-off với đội thuộc châu Đại Dương (OFC).
- Bắc, Trung Mỹ và Caribe (CONCACAF): 3 suất giữa 35 đội.
- Châu Phi (CAF): 5 suất giữa 51 đội.
- Châu Á (AFC): 4,5 suất nhưng trừ đi 2 suất của Hàn Quốc và Nhật Bản (đồng chủ nhà FIFA World Cup 2002) nên còn 2,5 suất. 40 đội sẽ tranh 2 suất vào thẳng FIFA World Cup 2002 và 0,5 suất còn lại sẽ được quyết định sau hai lượt trận play-off với một đội thuộc châu Âu (UEFA).
- Châu Đại Dương (OFC): 0,5 suất giữa 10 đội. Đội chiến thắng sẽ tranh suất dự FIFA World Cup 2002 với đội thuộc Nam Mỹ (CONMEBOL).

### Tóm tắt
|                   | Số suất tham dự được phân bổ | Số đội vượt qua vòng loại |
| ----------------- | ---------------------------- | ------------------------- |
| Chủ nhà           | 2                            | 2                         |
| Đương kim vô địch | 1                            | 1                         |
| AFC (còn lại)     | 2 hoặc 3                     | 2                         |
| CAF               | 5                            | 5                         |
| CONCACAF          | 3                            | 3                         |
| CONMEBOL          | 4 hoặc 5                     | 5                         |
| OFC               | 0 hoặc 1                     | 0                         |
| UEFA (còn lại)    | 13 hoặc 14                   | 14                        |
| Tổng số           | 32                           | 32                        |

Tổng cộng có 193 đội đã thi đấu ít nhất một trận tại vòng loại.

## Vòng loại các liên đoàn châu lục

### Châu Á (AFC)
Liên đoàn bóng đá châu Á (AFC) được phân bổ 4,5 suất dự FIFA World Cup 2002 nhưng Hàn Quốc và Nhật Bản là hai nước chủ nhà World Cup nên AFC chỉ còn 2,5 suất tham dự FIFA World Cup 2002.
Myanmar bỏ cuộc sau khi đã bốc thăm. Afghanistan, Bhutan và CHDCND Triều Tiên không tham dự vòng loại.
Hai suất vào thẳng vòng chung kết FIFA World Cup 2002 của châu Á đã thuộc về Ả Rập Saudi và Trung Quốc. Iran đã đánh bại UAE để tham dự vòng play-off liên lục địa nhưng đã thất bại sau khi thua Cộng hòa Ireland.
Vòng loại bao gồm 3 vòng như sau:
- Vòng 1: 40 đội được chia vào 10 bảng, mỗi bảng có 4 đội[4]. Các đội ở mỗi bảng thi đấu vòng tròn hai lượt (sân nhà và sân khách) với các đội còn lại trong bảng (trừ bảng 2). Đội đứng đầu mỗi bảng giành quyền vào vòng 2.
- Vòng 2: 10 đội đứng đầu bảng ở vòng 1 được chia vào 2 bảng, mỗi bảng có 5 đội. Các đội ở mỗi bảng thi đấu vòng tròn hai lượt (sân nhà và sân khách) với các đội còn lại trong bảng. Hai đội đứng đầu bảng giành quyền tham dự FIFA World Cup 2002, hai đội đứng nhì bảng tham dự vòng play-off AFC.
- Play-off: Hai đứng nhì bảng ở vòng 2 sẽ thi đấu hai lượt trận (sân nhà và sân khách). Đội chiến thắng chung cuộc sẽ đá play-off với đại diện đến từ UEFA để giành một vé tham dự FIFA World Cup 2002.

| Ghi chú                                 |
| --------------------------------------- |
| Giành quyền tham dự FIFA World Cup 2002 |
| Giành quyền tham dự vòng play-off       |

#### Vòng 2 (vòng loại cuối cùng)
| Đội         | Trận | Điểm |
| ----------- | ---- | ---- |
| Ả Rập Xê Út | 8    | 17   |
| Iran        | 8    | 15   |
| Bahrain     | 8    | 10   |
| Iraq        | 8    | 7    |
| Thái Lan    | 8    | 4    |

| Đội        | Trận | Điểm |
| ---------- | ---- | ---- |
| Trung Quốc | 8    | 19   |
| UAE        | 8    | 11   |
| Uzbekistan | 8    | 10   |
| Qatar      | 8    | 9    |
| Oman       | 8    | 6    |

#### Vòng play-off
| Đội 1 | TTS | Đội 2 | Lượt đi | Lượt về |
| ----- | --- | ----- | ------- | ------- |
| Iran  | 4–0 | UAE   | 1–0     | 3–0     |

### Châu Phi (CAF)
Tại châu Phi, 51 đội tham dự vòng loại để chọn ra 5 đội tham dự FIFA World Cup 2002.
Burundi rút lui trước khi bốc thăm, Niger và Comoros không tham dự vòng loại. Guinea đã bị loại khỏi vòng loại do chính phủ can thiệp vào hiệp hội quốc gia của họ, dẫn đến kết quả của Guinea đạt được trong vòng loại bị hủy bỏ.
5 đội châu Phi giành quyền tham dự FIFA World Cup 2002 là: Cameroon, Senegal, Tunisia, Nam Phi và Nigeria.
Vòng loại bao gồm 2 vòng như sau:
- Vòng 1: 50 đội được chia vào 5 nhóm với 10 đội ở mỗi nhóm. Từ 5 nhóm đó sẽ bốc thăm chia cặp đá hai trận (sân nhà và sân khách) để chọn ra 25 đội vào vòng 2.
- Vòng 2: 25 đội chiến thắng ở vòng 1 được bốc thăm vào 5 bảng với mỗi bảng 5 đội. Các đội ở mỗi bảng thi đấu vòng tròn hai lượt (sân nhà và sân khách) với các đội còn lại trong bảng. Đội đứng đầu bảng giành quyền tham dự FIFA World Cup 2002.

| Ghi chú                                 |
| --------------------------------------- |
| Giành quyền tham dự FIFA World Cup 2002 |

#### Final positions (final round)
| Đội      | Trận | Điểm |
| -------- | ---- | ---- |
| Cameroon | 8    | 19   |
| Angola   | 8    | 13   |
| Zambia   | 8    | 11   |
| Togo     | 8    | 9    |
| Libya    | 8    | 2    |

| Đội          | Trận | Điểm |
| ------------ | ---- | ---- |
| Nigeria      | 8    | 16   |
| Liberia      | 8    | 15   |
| Sudan        | 8    | 12   |
| Ghana        | 8    | 11   |
| Sierra Leone | 8    | 4    |

| Đội     | Trận | Điểm |
| ------- | ---- | ---- |
| Sénégal | 8    | 15   |
| Maroc   | 8    | 15   |
| Ai Cập  | 8    | 13   |
| Algérie | 8    | 8    |
| Namibia | 8    | 2    |

| Đội            | Trận | Điểm |
| -------------- | ---- | ---- |
| Tunisia        | 8    | 20   |
| Bờ Biển Ngà    | 8    | 15   |
| CHDC Congo     | 8    | 10   |
| Madagascar     | 8    | 6    |
| Cộng hòa Congo | 8    | 5    |

| Đội          | Trận | Điểm |
| ------------ | ---- | ---- |
| Nam Phi      | 6    | 16   |
| Zimbabwe     | 6    | 12   |
| Burkina Faso | 6    | 5    |
| Malawi       | 6    | 1    |
| Guinée       | 0    | 0    |

### Bắc, Trung Mỹ và Caribe (CONCACAF)
Có tổng cộng 35 đội tranh tài. Mexico, Mỹ, Jamaica và Costa Rica (4 đội có thứ hạng cao nhất theo Bảng xếp hạng FIFA) vào thẳng vòng bán kết, còn Canada vào vòng play-off liên khu vực. Các đội còn lại được chia thành các khu vực, dựa trên vị trí địa lý như sau:
Vòng 1:
- Caribe: 24 đội được chia thành 3 nhóm, mỗi nhóm tám đội. Các đội thi đấu theo thể thức loại trực tiếp ba vòng. Đội vô địch sẽ vào bán kết, trong khi đội á quân sẽ tham dự vòng play-off. Do Guyana không thi đấu nên Antigua và Barbuda vào thẳng vòng hai.
- Trung Mỹ: 6 đội được chia thành 2 bảng, mỗi bảng có 3 đội. Các đội thi đấu hai lượt trận (sân nhà và sân khách) với nhau. Đội nhất bảng sẽ vào bán kết, trong khi đội nhì bảng sẽ đá play-off.
- Play-off: 6 đội được bắt cặp để đấu loại trực tiếp trên cơ sở sân nhà và sân khách. Một đội đến từ Bắc hoặc Trung Mỹ sẽ đấu với một đội đến từ Caribe và đội thắng sẽ vào bán kết.

Vòng 2 (bán kết): 12 đội được chia thành 3 bảng, mỗi bảng có 4 đội. Các đội thi đấu với nhau hai lượt trận (sân nhà và sân khách). Đội nhất và nhì bảng sẽ vào vòng chung kết.
Vòng 3 (chung kết): 6 đội thi đấu với nhau theo thể thức sân nhà và sân khách. Ba đội đứng đầu sẽ đủ điều kiện tham dự FIFA World Cup 2002.
| Ghi chú                                 |
| --------------------------------------- |
| Giành quyền tham dự FIFA World Cup 2002 |

#### Xếp hạng chung cuộc (vòng chung kết)
| Đội                | Trận | Điểm |
| ------------------ | ---- | ---- |
| Costa Rica         | 10   | 23   |
| México             | 10   | 17   |
| Hoa Kỳ             | 10   | 17   |
| Honduras           | 10   | 14   |
| Jamaica            | 10   | 8    |
| Trinidad và Tobago | 10   | 5    |

### Nam Mỹ (CONMEBOL)
10 đội đấu vòng tròn hai lượt (sân nhà và sân khách) để chọn ra 4 đội đứng đầu vào thẳng FIFA World Cup 2002. Đội đứng năm sẽ đá play-off liên lục địa với đại diện đến từ OFC. 
| Ghi chú                                 |
| --------------------------------------- |
| Giành quyền tham dự FIFA World Cup 2002 |

Tóm tắt bảng đấu
| Đội       | Trận | Điểm |
| --------- | ---- | ---- |
| Argentina | 18   | 43   |
| Ecuador   | 18   | 31   |
| Brasil    | 18   | 30   |
| Paraguay  | 18   | 30   |
| Uruguay   | 18   | 27   |
| Colombia  | 18   | 27   |
| Bolivia   | 18   | 18   |
| Perú      | 18   | 16   |
| Venezuela | 18   | 16   |
| Chile     | 18   | 12   |

### Châu Đại Dương (OFC)
Có 10 đội tham dự để giành 0,5 suất tham dự FIFA World Cup 2002.
Papua New Guinea không tham dự vòng loại.
Vòng loại bao gồm 2 vòng như sau:
- Vòng 1: 10 đội được chia thành 2 bảng, mỗi bảng có 5 đội. Các đội thi đấu với nhau một trận. Đội đứng đầu ở mỗi bảng tiến vào vòng chung kết.
- Vòng chung kết (vòng 2): 2 đội chiến thắng ở vòng 1 sẽ đá hai lượt trận (sân nhà và sân khách). Đội chiến thắng chung cuộc sẽ gặp đại diện đến từ CONMEBOL ở loạt trận play-off liên lục địa để giành một tấm vé dự FIFA World Cup 2002.

Tại vòng loại này, trận đấu giữa Australia và Samoa thuộc Mỹ đã lập nên kỷ lục về trận thắng lớn nhất trong một trận đấu chính thức quốc tế. Khi đó, Australia đã giành chiến thắng với tỉ số 31–0 trước Samoa thuộc Mỹ. Sau chiến thắng trên, Liên đoàn bóng đá Australia càng quyết tâm hơn nữa trong việc xin chuyển từ Liên đoàn bóng đá châu Đại Dương sang Liên đoàn bóng đá châu Á.

#### Vòng 2
| Đội 1       | TTS | Đội 2 | Lượt đi | Lượt về |
| ----------- | --- | ----- | ------- | ------- |
| New Zealand | 1–6 | Úc    | 0–2     | 1–4     |

### Châu Âu (UEFA)
Ngoại trừ Pháp không cần tham dự vòng loại do là đương kim vô địch, các đội còn lại phải tham dự vòng loại để chọn ra 13,5 suất tham dự FIFA World Cup 2002.
Thể thức vòng loại như sau:
- Vòng 1: 50 đội được chia thành 9 bảng (gồm 5 bảng có 6 đội và 4 bảng có 5 đội). Các đội thi đấu với nhau hai lượt trận (sân nhà và sân khách). 9 đội đứng đầu ở 9 bảng sẽ giành quyền tham dự FIFA World Cup 2002, 9 đội nhì bảng sẽ bước vào vòng play-off UEFA hoặc play-off liên lục địa.
- Vòng 2: 8 đội nhì bảng ở vòng 1 được bốc thăm chia cặp thi đấu hai lượt trận (sân nhà và sân khách), 4 đội chiến thắng sẽ giành quyền tham dự FIFA World Cup 2002. Đội nhì bảng còn lại sẽ tham dự trận play-off liên lục địa với đại diện đến từ AFC, đội nào chiến thắng sẽ giành quyền tham dự FIFA World Cup 2002.

Lần đầu tiên Hà Lan và Romania không vượt qua vòng loại, kể từ năm 1986. Trong khi Hà Lan đứng thứ ba bảng đấu (sau Bồ Đào Nha và Cộng hòa Ireland), còn Romania thua sốc Slovenia ở loạt trận play-off UEFA.
| Ghi chú                                 |
| --------------------------------------- |
| Giành quyền tham dự FIFA World Cup 2002 |
| Giành quyền tham dự vòng play-off       |

#### Vòng 1
| Đội            | Trận | Điểm |
| -------------- | ---- | ---- |
| Nga            | 10   | 23   |
| Slovenia       | 10   | 20   |
| Nam Tư         | 10   | 19   |
| Thụy Sĩ        | 10   | 14   |
| Quần đảo Faroe | 10   | 7    |
| Luxembourg     | 10   | 0    |

| Đội              | Trận | Điểm |
| ---------------- | ---- | ---- |
| Bồ Đào Nha       | 10   | 24   |
| Cộng hòa Ireland | 10   | 24   |
| Hà Lan           | 10   | 20   |
| Síp              | 10   | 8    |
| Estonia          | 10   | 8    |
| Andorra          | 10   | 0    |

| Đội          | Trận | Điểm |
| ------------ | ---- | ---- |
| Đan Mạch     | 10   | 22   |
| Cộng hòa Séc | 10   | 20   |
| Bulgaria     | 10   | 17   |
| Iceland      | 10   | 13   |
| Bắc Ireland  | 10   | 11   |
| Malta        | 10   | 1    |

| Đội        | Trận | Điểm |
| ---------- | ---- | ---- |
| Thụy Điển  | 10   | 26   |
| Thổ Nhĩ Kỳ | 10   | 21   |
| Slovakia   | 10   | 17   |
| Moldova    | 10   | 7    |
| Macedonia  | 10   | 6    |
| Azerbaijan | 10   | 5    |

| Đội     | Trận | Điểm |
| ------- | ---- | ---- |
| Ba Lan  | 10   | 21   |
| Ukraina | 10   | 17   |
| Belarus | 10   | 15   |
| Na Uy   | 10   | 10   |
| Wales   | 10   | 9    |
| Armenia | 10   | 5    |

| Đội        | Trận | Điểm |
| ---------- | ---- | ---- |
| Croatia    | 8    | 18   |
| Bỉ         | 8    | 17   |
| Scotland   | 8    | 15   |
| Latvia     | 8    | 4    |
| San Marino | 8    | 1    |

| Đội                  | Trận | Điểm |
| -------------------- | ---- | ---- |
| Tây Ban Nha          | 8    | 20   |
| Áo                   | 8    | 15   |
| Israel               | 8    | 12   |
| Bosna và Hercegovina | 8    | 8    |
| Liechtenstein        | 8    | 0    |

| Đội     | Trận | Điểm |
| ------- | ---- | ---- |
| Ý       | 8    | 20   |
| România | 8    | 16   |
| Gruzia  | 8    | 10   |
| Hungary | 8    | 8    |
| Litva   | 8    | 2    |

| Đội      | Trận | Điểm |
| -------- | ---- | ---- |
| Anh      | 8    | 17   |
| Đức      | 8    | 17   |
| Phần Lan | 8    | 12   |
| Hy Lạp   | 8    | 7    |
| Albania  | 8    | 3    |

#### Vòng play-off
| Đội 1    | TTS | Đội 2        | Lượt đi | Lượt về |
| -------- | --- | ------------ | ------- | ------- |
| Bỉ       | 2–0 | Cộng hòa Séc | 1–0     | 1–0     |
| Ukraina  | 2–5 | Đức          | 1–1     | 1–4     |
| Slovenia | 3–2 | România      | 2–1     | 1–1     |
| Áo       | 0–6 | Thổ Nhĩ Kỳ   | 0–1     | 0–5     |

## Vòng play-off liên lục địa
Có 2 cặp đấu loại trực tiếp (gồm 4 trận đấu) giữa các liên đoàn theo lịch trình để xác định hai suất cuối cùng vào vòng chung kết. Các trận lượt đi diễn ra vào ngày 10 và 20 tháng 11 năm 2001, còn các trận lượt về diễn ra vào ngày 15 và 25 tháng 11 năm 2001.

### UEFA v AFC
| Đội 1            | TTS | Đội 2 | Lượt đi | Lượt về |
| ---------------- | --- | ----- | ------- | ------- |
| Cộng hòa Ireland | 2–1 | Iran  | 2–0     | 0–1     |

### OFC v CONMEBOL
| Đội 1 | TTS | Đội 2   | Lượt đi | Lượt về |
| ----- | --- | ------- | ------- | ------- |
| Úc    | 1–3 | Uruguay | 1–0     | 0–3     |

## Vua phá lưới
16 bàn thắng
- Archie Thompson

15 bàn thắng
- Carlos Pavón

14 bàn thắng
- David Zdrilic

11 bàn thắng
- Golman Pierre
- Ibrahima Bakayoko
- Hani Al-Dhabit
- Talal Al-Meshal
- Said Bayazid

10 bàn thắng
- Rolando Fonseca
- Ali Daei
- Obeid Al-Dosari
- Kiatisuk Senamuang
- Andriy Shevchenko
- Yaser Salem Ali
- Jafar Irismetov

## Trivia
- Trên đường đến FIFA World Cup 2002, Brasil trải qua chiến dịch vòng loại tồi tệ nhất từ trước đến nay khi để thua 6 trận (lần duy nhất Brasil thua hơn 2 trận trong một chiến dịch vòng loại) và xếp thứ 3 của nhóm vòng loại Nam Mỹ. Tuy nhiên, Brasil đã vô địch FIFA World Cup 2002 với thành tích phá kỷ lục 7 trận thắng trong 7 trận ở vòng chung kết mà không phải đối mặt với hiệp phụ hay loạt sút luân lưu. Các đội sau đây cũng đã thắng tất cả các trận đấu cuối cùng của họ: Uruguay năm 1930 (4 trận), Ý năm 1938 (4 trận, 1 trong số đó sau hiệp phụ), Brasil năm 1970 (6 trận) và Pháp năm 1998 (7 trận, trong số trong đó 1 với bàn thắng vàng trong hiệp phụ và 1 trên chấm phạt đền). Năm 1970, Brasil cũng đã thắng cả 6 trận sơ loại. Uruguay đã không tham gia bất kỳ vòng sơ loại nào trong năm 1930, vì không có trận nào và Ý cũng vậy trong năm 1938 vì họ nghiễm nhiên đủ điều kiện tham dự World Cup với tư cách là đương kim vô địch.
- Sau khi đứng thứ hai trong bảng, nơi Đức thua Anh 1–5[7], lần đầu tiên Đức phải đá play-off vòng loại trong lịch sử[8].
- Australia đã ghi 31 bàn vào lưới tân binh American Samoa, lập kỷ lục trận đấu có số bàn thắng cao nhất và tỷ số chiến thắng lớn nhất trong một trận đấu quốc tế từ trước đến nay. Đây chỉ là hai ngày sau khi Australia đánh bại Tonga với tỷ số 22–0, một kỷ lục quốc tế khi đó. Ngoài ra, 13 bàn thắng của Archie Thompson trong trận đấu với American Samoa đã vượt qua kỷ lục 10 bàn thắng trước đó.
- Souleymane Mamam của Togo đã trở thành cầu thủ trẻ nhất từng chơi trong một trận đấu vòng loại World Cup khi mới 13 tuổi 310 ngày trong trận đấu với Zambia, vào tháng 5 năm 2001.
- Cú hat-trick nhanh nhất từ trước đến nay trong một giải đấu quốc tế hạng "A" được thiết lập khi Abdul Hamid Bassiouny của Ai Cập chỉ cần 177 giây để ghi 3 bàn trong trận đấu với Namibia.
- Kubilay Türkyilmaz của Thụy Sĩ đã ghi một hat trick từ chấm phạt đền vào lưới Quần đảo Faroe. Ronaldo của Brasil đã cân bằng thành tích này trước Argentina trong chiến thắng 3–1 của Brasil ở Vòng loại FIFA World Cup 2006[9].